# Hilda Ross

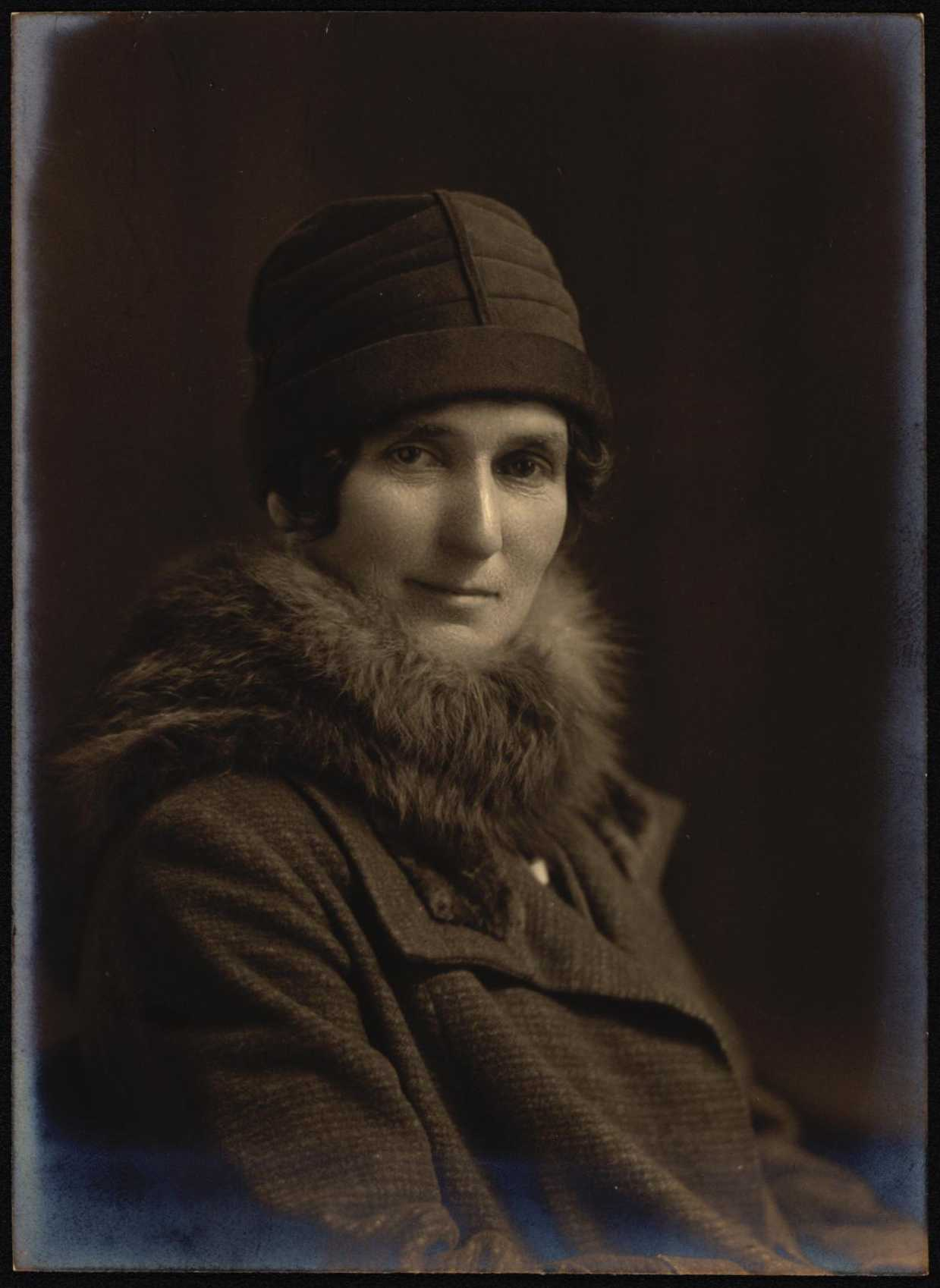
Hilda Ross, Passfoto von 1927

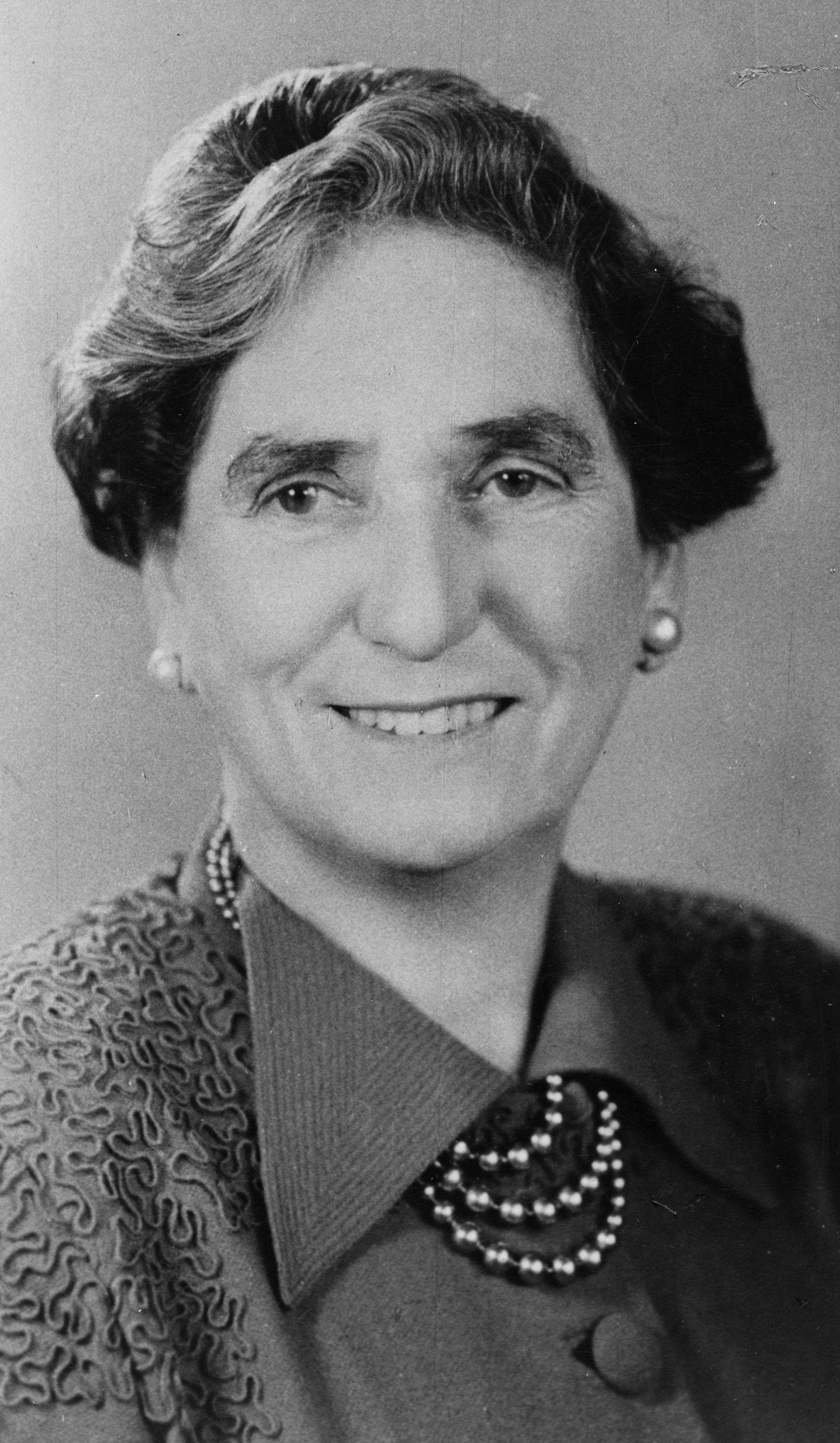
Porträt von Hilda Ross, fotografiert um 1951

Dame Grace Hilda Cuthberta Ross DBE (geborene Nixon, * 6. Juli 1883 in Auckland, Neuseeland; † 6. März 1959 in Hamilton, Neuseeland) war eine neuseeländische Politikerin. 1945 wurde sie als erste Frau aus Hamilton ins Parlament gewählt und fünf Jahre später als zweite Frau in Neuseeland zur Kabinettsministerin ernannt. 1945 war sie stellvertretende Bürgermeisterin von Hamilton.

## Leben und Werk
Ross war eines von zwei Kindern von Zillah Johnson und deren Ehemann, dem Feuerwehrmann und späteren Schiffsingenieur Adam Nixon. Ihre Familie lebte eine Zeit lang in Sydney und dann in Auckland. Als sie am 10. Januar 1904 in Auckland den Verkäufer Harry Campbell Manchester Ross heiratete, nahm sie den Namen Grace Hilda Cuthberta Ross an. Sie zog mit ihrem Ehemann zunächst nach Cambridge und dann nach Hamilton, wo ihr Ehemann die Einrichtungsfirma Barton and Ross gründete. Sie bekam mit ihrem Ehemann vier Söhne, von denen zwei im Kindesalter starben.
Ross unterrichtete in den 1920er Jahren Musik an einer privaten Mädchenakademie und später ehrenamtlich an der Waikato Diocesan School for Girls. Sie engagierte sich als Pianistin und Dirigentin für die Hamilton Operatic Society und war an der Gründung der Hamilton Choral Society beteiligt, die sie auch leitete. Als Gründungsmitglied der Musikgruppe The Dandy Dozen gab sie Liederabende und Konzerte, um Geld für Kirchen, Wohlfahrtsorganisationen und Gesundheitscamps für Kinder zu sammeln.
Während der Grippeepidemie von 1918 kümmerte sie sich um die Kranken und in den nächsten 40 Jahren war sie maßgeblich an der Wohlfahrtsarbeit auf lokaler und nationaler Ebene beteiligt. Sie organisierte Komitees, um den Opfern des Hawke’s Bay-Erdbebens im Jahr 1931 Hilfe zu leisten, gründete Hilfskomitees während der Depression der 1930er Jahre und war Dienstschwester und später Kommandeurin in der Krankenpflegeabteilung der St. John Ambulance. 1927 gründete sie zusammen mit dem Buchhändler William Paul die Waikato Children’s Camp League. Sie blieb das nächste Vierteljahrhundert lang eng mit dem Lager verbunden. Jeden Sommer nahm sie am Camp teil, wo sie das Frühstück für mehr als 200 Kinder zubereitete und abendliche Konzerte organisierte. Anfang der 1930er Jahre wurde sie ehrenamtliche Kinderfürsorgerin für Hamilton und 1939 Friedensrichterin und war in dieser Funktion am Kindergericht tätig. Sie gründete während des Zweiten Weltkriegs das Hamilton Women’s Auxiliary Volunteer Corps und war dessen Kommandantin. Sie war Präsidentin der Lady Galway Guild und des Hamilton Ladies’ Patriotic Committee.
Nach dem Tod ihres Mannes 1940 begann sie eine Karriere in der Kommunal- und Landespolitik. Sie wurde 1941 in den Vorstand des Waikato Hospital und 1944 als erste Frau, die einen Sitz im Rat hatte, in den Hamilton Borough Council gewählt. Ihre Verbindung zur Greater Hamilton Society führte dazu, dass sie 1945 stellvertretende Bürgermeisterin wurde. Später im Jahr legte sie ihr Amt nieder, als sie zur Abgeordneten der New Zealand National Party für Hamilton gewählt wurde, ein Amt, welches sie bis zu ihrem Tod innehatte.

## Politische Karriere

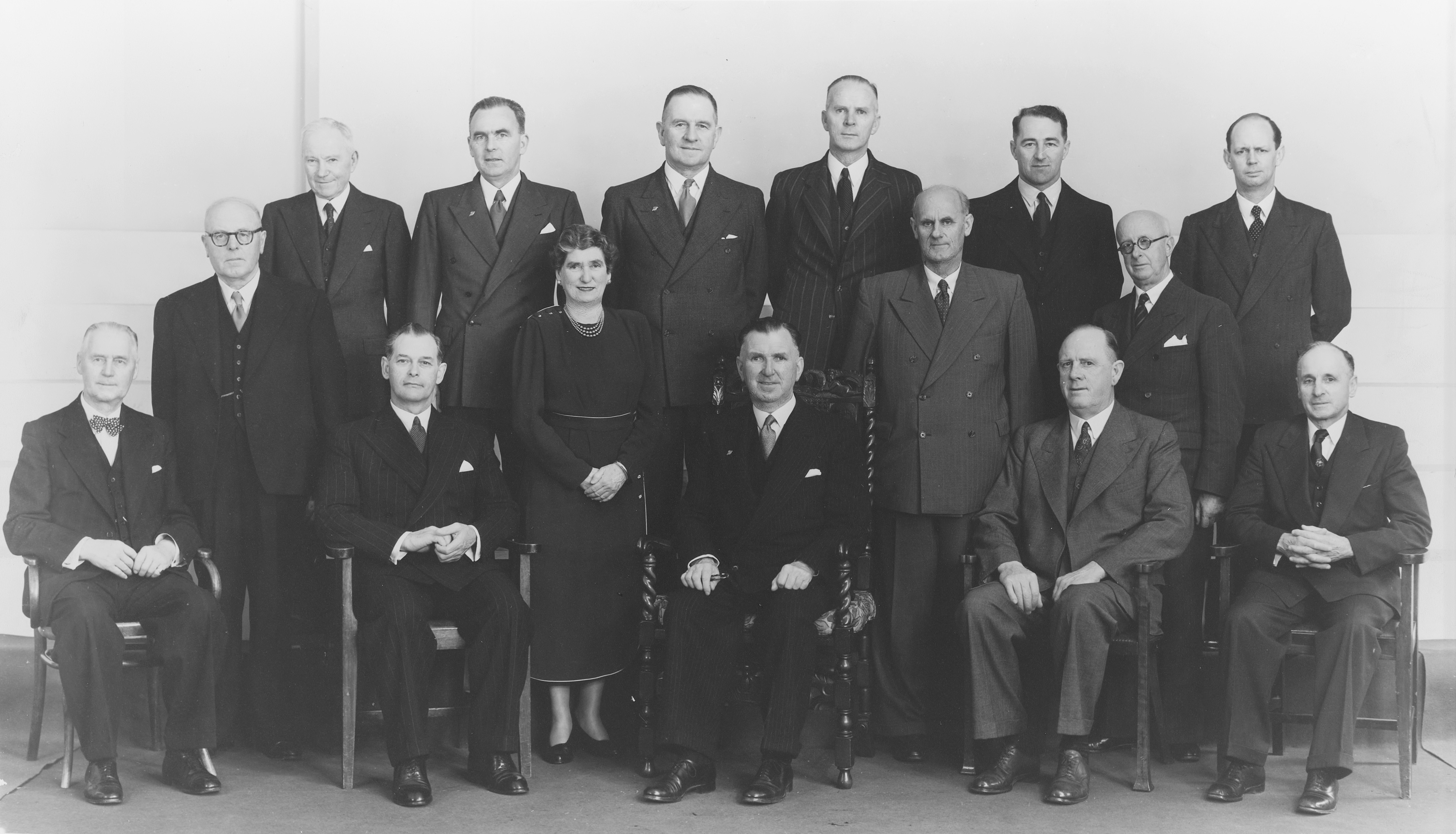
Premierminister der New Zealand National Party und Kabinett von 1951. Von links nach rechts, hintere Reihe: Walter James Broadfoot, Wilfred Henry Fortune, Thomas Lachlan Macdonald, Ernest Bowyer Corbett, John Ross Marshall, Jack Thomas Watts. Mittlere Reihe: William Alexander Bodkin, Grace Hilda Cuthberta Ross, William Stanley Goosman, Ronald Macmillan Algie. Vordere Reihe: Charles Moore Bowden, Keith Jacka Holyoake, Sidney George Holland, William Sullivan, Thomas Clifton Webb

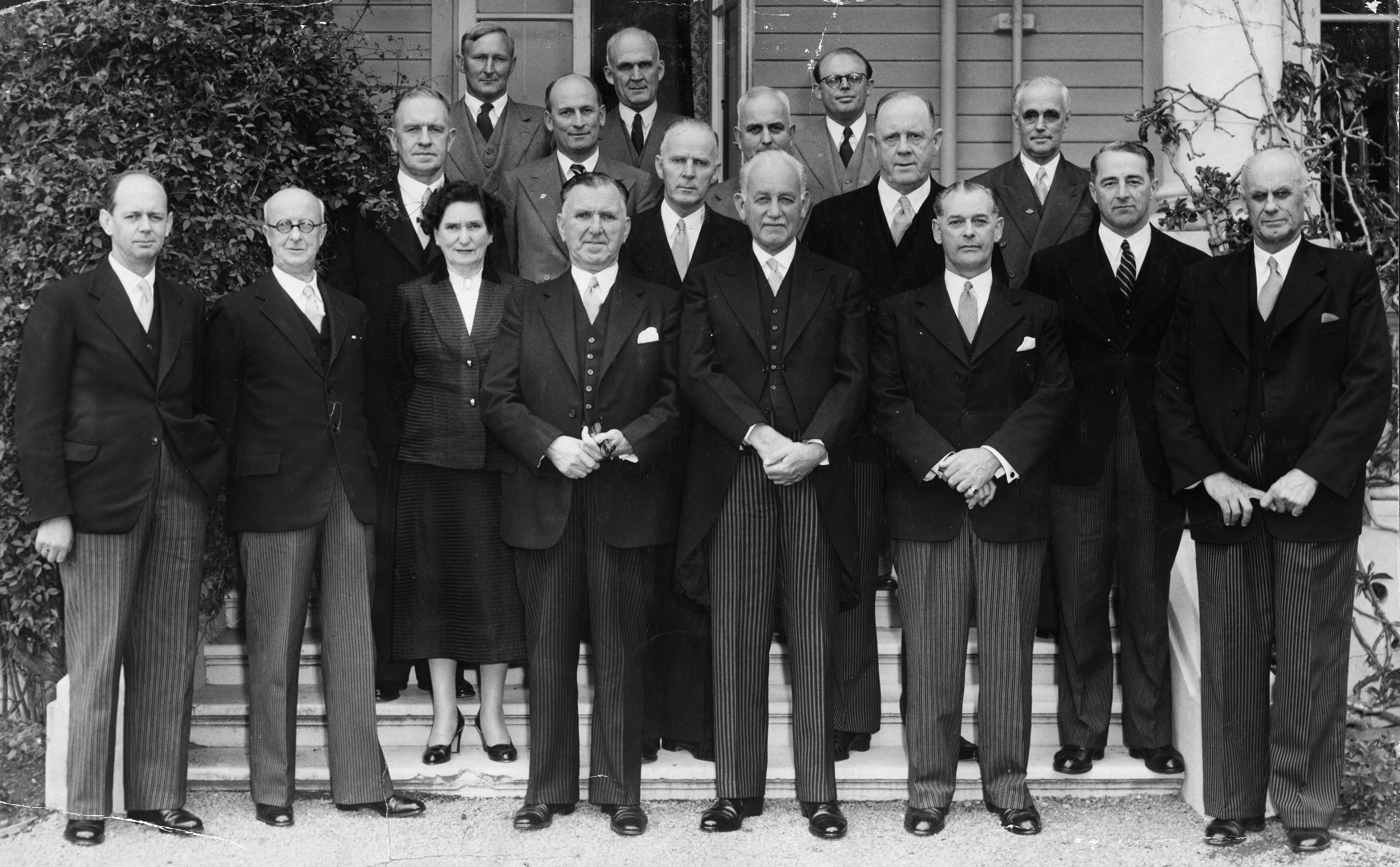
Porträt der Kabinettsminister mit dem Generalgouverneur Sir Willoughby Norrie im Government House, fotografiert am 27. November 1954 von einem Fotografen der Evening Post

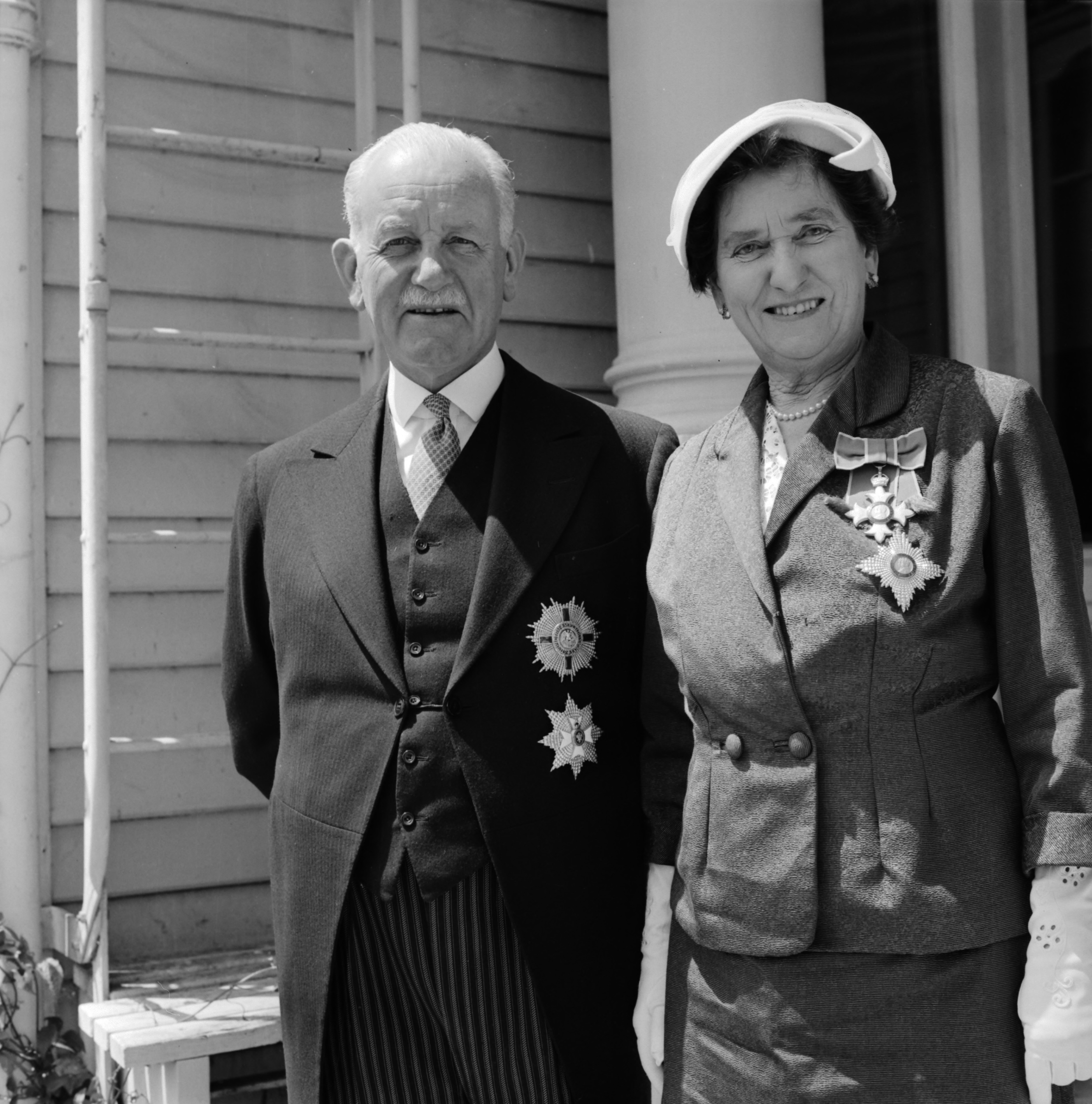
Generalgouverneur Sir Willoughby Norrie und Dame Hilda Ross, 1957

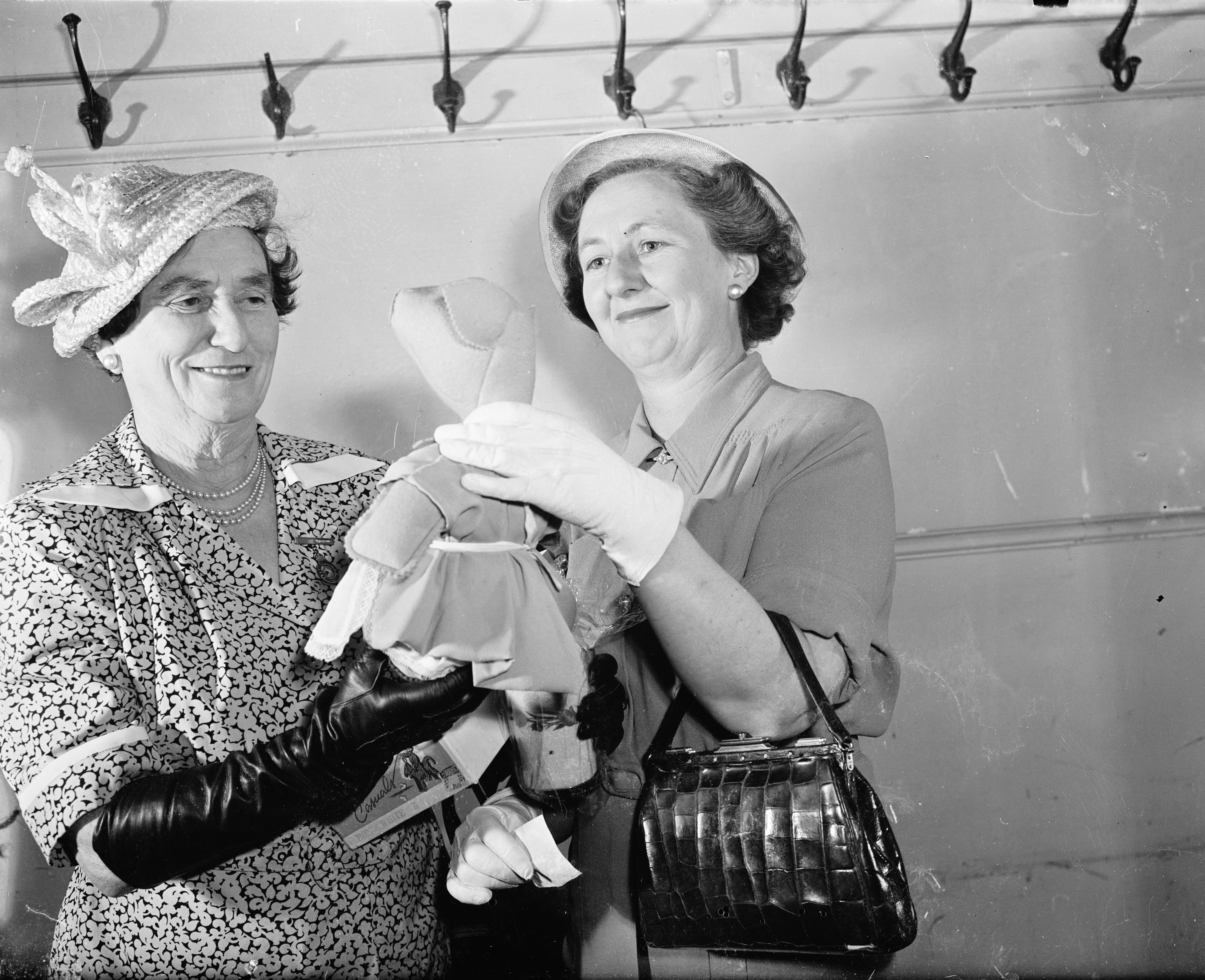
Hilda Ross (links), Parlamentsabgeordnete für Hamilton, und Frau Gilmer, Präsidentin der Plunket Society, bei der Eröffnung der Karitane Fair im Wellington Town Hall. Fotografiert am 27. November 1950 von einem Fotografen der Evening Post

Ross war von 1949 bis 1957 Ministerin für das Wohlergehen von Frauen und Kindern, dann von 1954 bis 1957 Ministerin für das Wohlergehen von Kindern und 1957 Ministerin für soziale Sicherheit, ihr einziger Kabinettsposten mit einem Ressort.
Ihre parlamentarischen Aufgaben förderten ihr Interesse an Themen, die für Frauen von Bedeutung waren. Sie vertrat Neuseeland 1952 bei der Kommission für den Status der Frau der Vereinten Nationen in Genf und unterstützte die Kampagne für gleiches Entgelt, die von weiblichen Beamten ins Leben gerufen wurde. Sie befürwortete obligatorische hauswirtschaftliche Bildungskurse für alle Mädchen und Frauen, unabhängig von ihrer Berufswahl. Sie wurde für ihre Verdienste um die soziale Wohlfahrt ausgezeichnet, und 1956 wurde sie als die dritte neuseeländische Frau als Dame Commander des Order of the British Empire geadelt.
Ross starb 1959 im Alter von 75 Jahren in Hamilton, nur wenige Monate nachdem sie eine Reise nach Westindien unternommen hatte, um Neuseeland auf der Konferenz der Commonwealth Parliamentary Association zu vertreten. Sie erhielt ein Staatsbegräbnis und am Tag ihrer Beerdigung säumten schätzungsweise 10.000 Menschen die Straßen von Hamilton.

## Auszüge aus dem Diplomatenpass von Hilda Ross

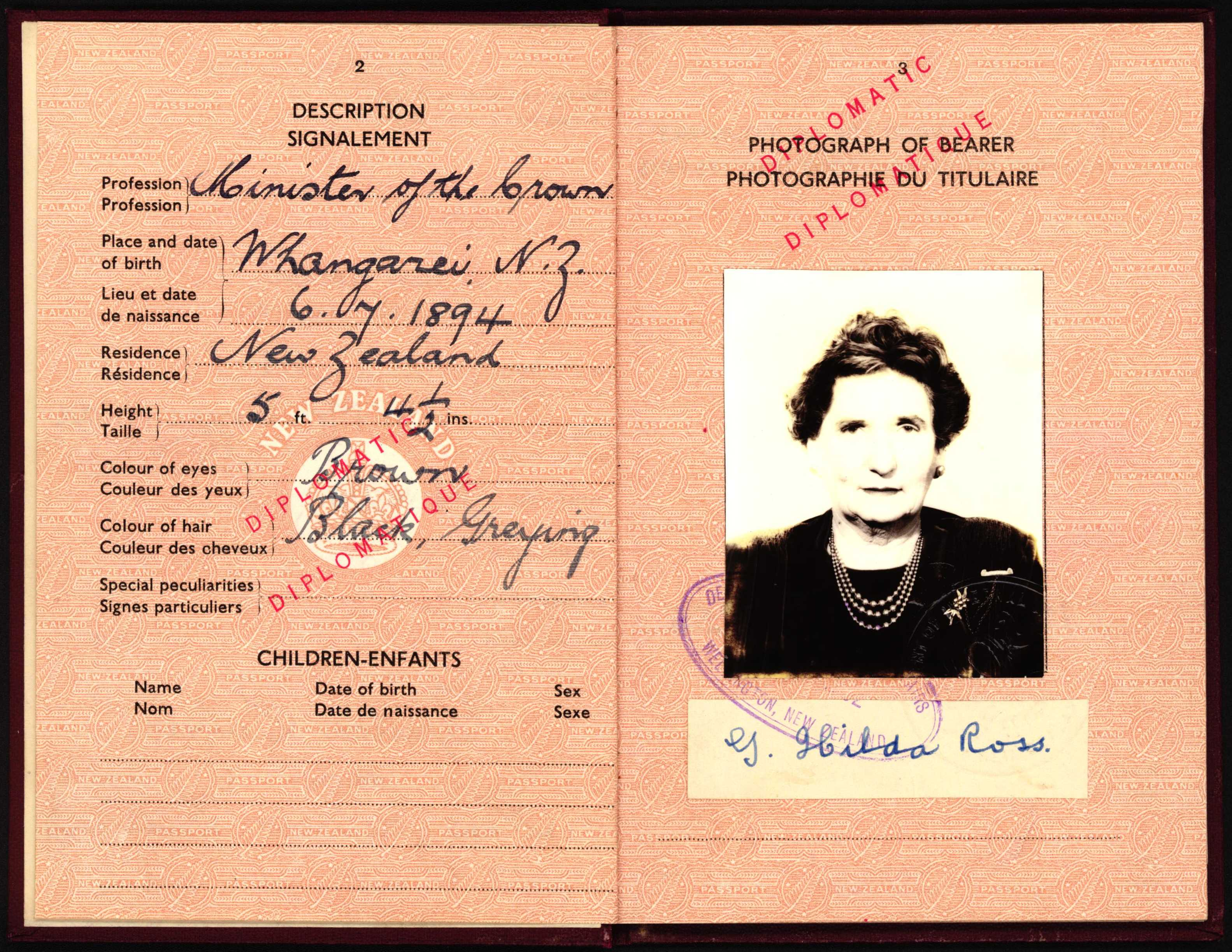
Diplomatenpass Dame Hilda Ross (1952)
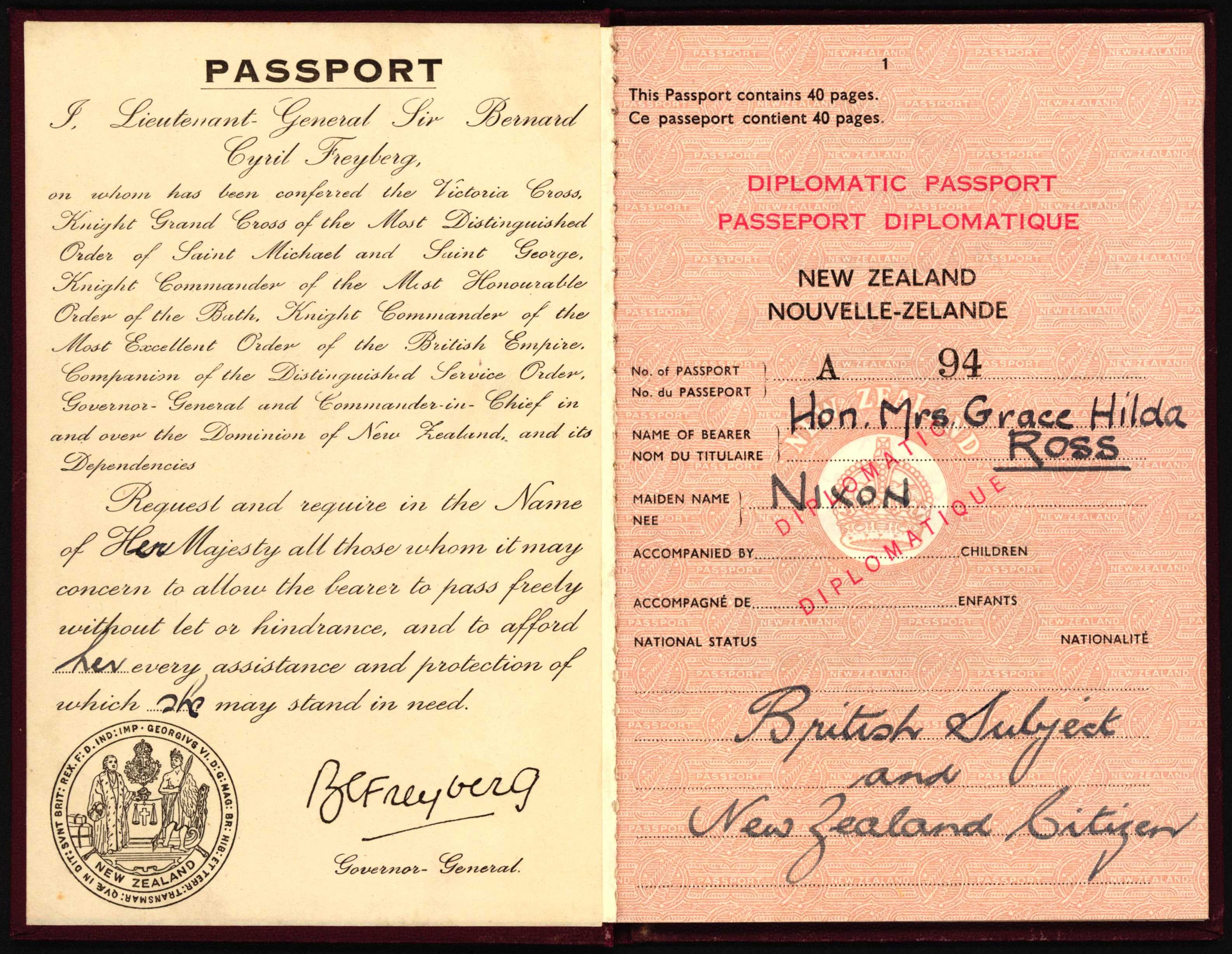
Diplomatenpass Dame Hilda Ross (Innenraum) (1952)
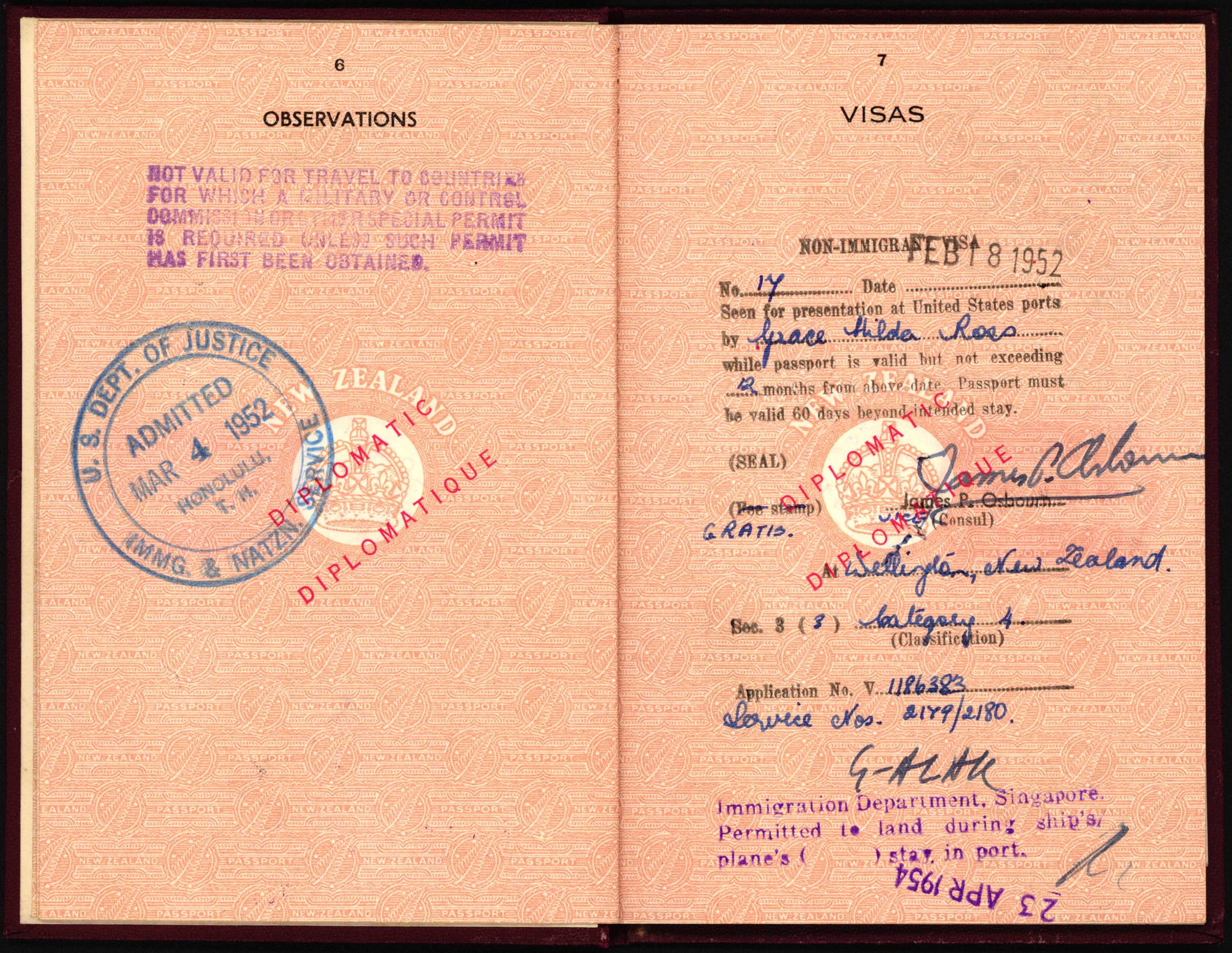
Visa im Reisepass (1952)
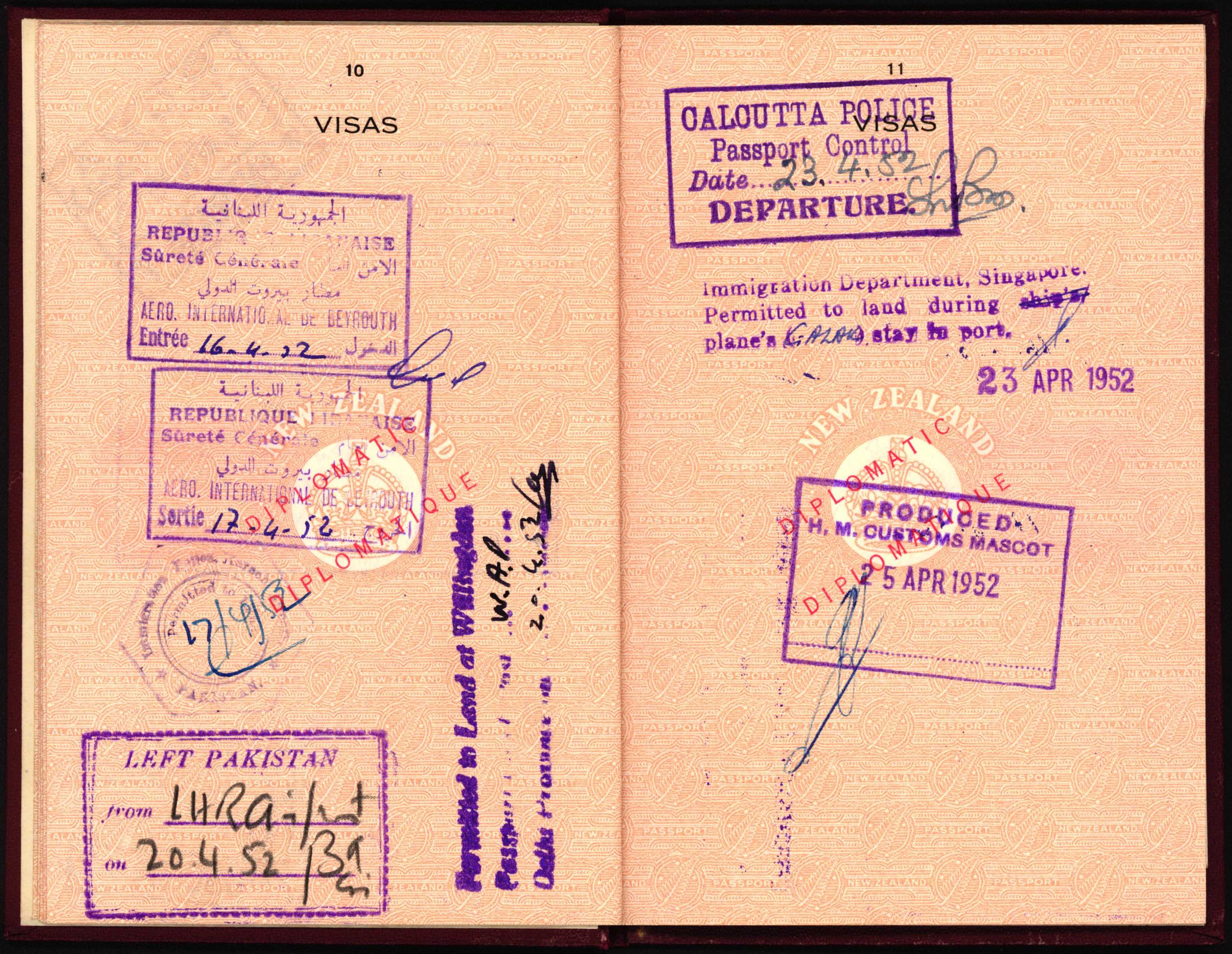
Visa im Reisepass (1952)
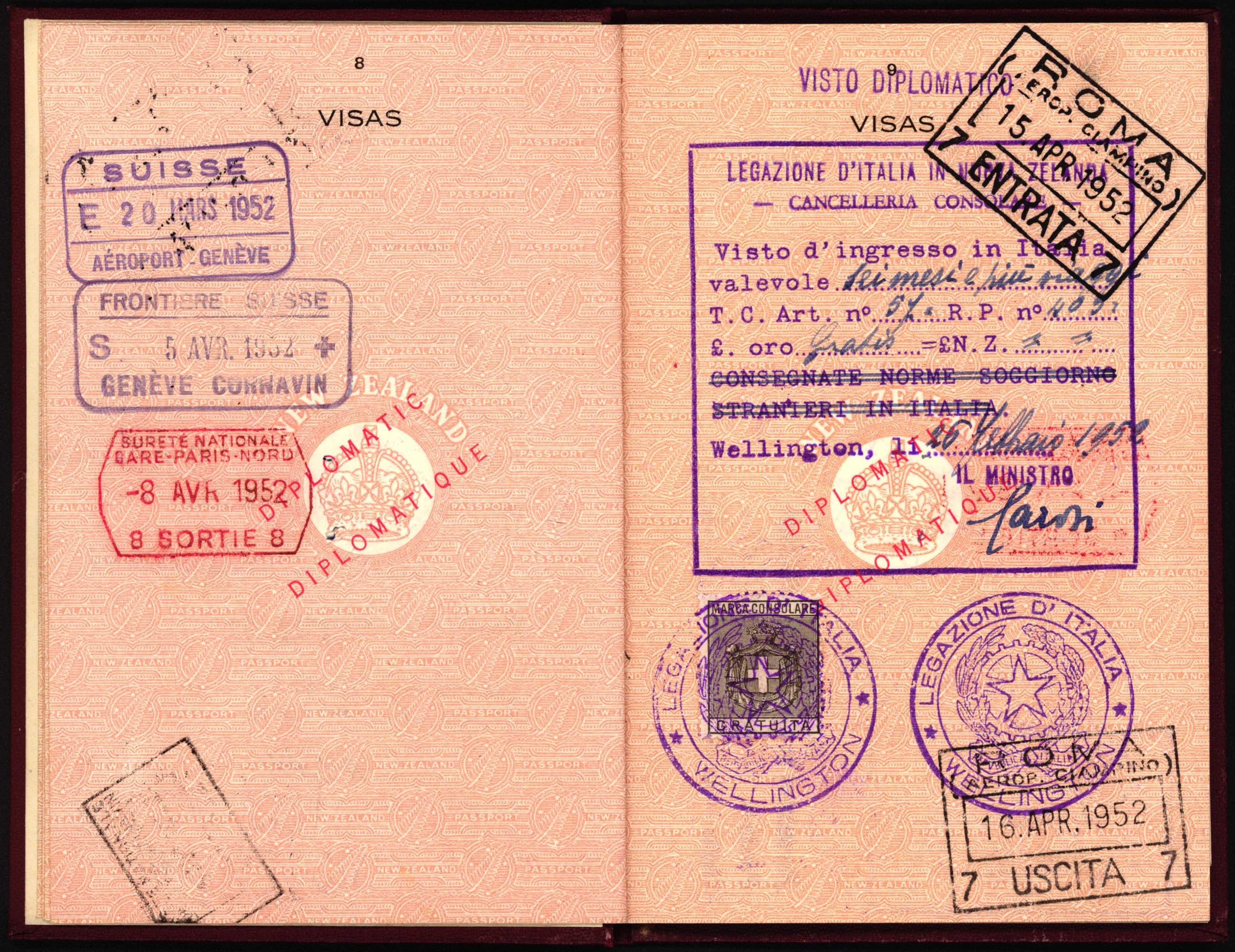
Visa im Reisepass (1952)

## Ehrungen (Auswahl)
- 1951: vom American Mothers’ Committee als Mutter Neuseelands ausgezeichnet
- 1956: Dame Commander of the Order of the British Empire (DBE)
- 2020: Bronzeskulptur im Garden Place, Hamilton[4][5][6]
- Hilda Ross Memorial Fund[7]